# Natalie Gohrke
Natalie Gohrke (Herne, 7 gennaio 1983) è un'ex cestista tedesca.
Alta 180 cm, giocava come ala.

## Carriera
Nel 2007 è stata convocata per gli Europei in Italia con la maglia della nazionale della Germania.